# Messerschmitt Bf 110
Pour les articles homonymes, voir Messerschmitt.
Le Messerschmitt Bf 110 (appelé ensuite Me 110) était un chasseur moyen bimoteur allemand, en service dans la Luftwaffe pendant la Seconde Guerre mondiale.
Basé autour du concept du Zerstörer (en français : « destructeur ») à long rayon d'action, cet avion obtint quelques succès lors des campagnes de Pologne et de France, comme lors de l'Opération Paula, qui se conclut par la perte de dix appareils allemands, dont seulement quatre Bf 110. Mais lors de la bataille d'Angleterre, le Bf 110 révéla de graves faiblesses comme chasseur de jour face au Supermarine Spitfire monomoteur, plus rapide et manœuvrant : 237 exemplaires étaient disponibles au début, 223 furent abattus.  
Il fut ensuite adapté aux rôles d'attaque au sol et de chasseur nocturne dans lesquels son autonomie, sa puissance de feu et sa capacité à embarquer un radar le rendirent utile.

## Conception
En juin 1934, le Ministère de l'Aviation du Reich (RLM) publie une spécification concernant un chasseur à long rayon d’action et lourdement armé. Messerschmitt propose son bimoteur Bf 110 ; Focke-Wulf le Fw 57 ; Henschel le Hs 124. Seul le Bf 110 répond aux attentes et est retenu.
À son sujet, le maréchal Hermann Göring déclare un jour : « les Messerschmitt 110 seront comme la cavalerie d’Hannibal protégeant ses éléphants ; les bombardiers seront mes éléphants ».
Avec le Bf 110, la Luftwaffe définit un nouveau concept, certes coûteux, mais qui semblait viable au début de la guerre, le Zerstörer (en français : « Destructeur »), qui se présentait sous la forme d’un chasseur de grande dimension, bimoteur, biplace, capable de damer le pion à n’importe quel avion adverse car emportant un armement nettement supérieur à celui d’un chasseur standard, et disposant d’une capacité d’emport en carburant supérieure, ce qui lui permettait d’avoir une bien plus grande autonomie que son petit frère le Bf 109 (les premiers Bf 110 avaient une distance franchissable de 800 km, soit environ deux fois plus que le Bf 109) ou tout autre chasseur monomoteur. Cela permettait au Bf 110 d'accompagner les bombardiers dans leurs missions afin de les protéger, mais une autre conception tactique qui conduisit à l'idée des chasseurs lourds fut qu'ils pourraient suivre jusqu'à leurs bases les chasseurs monomoteurs ennemis, à court de carburant, et les détruire peu avant qu'ils atterrissent, ou au sol.
Le Bf 110 était docile et agréable à piloter, et contrairement à une idée reçue il avait un petit rayon de virage pour un appareil de sa taille, presque identique à celui d'un chasseur monomoteur. Par contre, sa faible vitesse de roulis le rendait vulnérable au combat.

## Premières versions illusoires: Bf 110 A et B
Le prototype Bf 110 V1, doté de deux moteurs Daimler Benz DB 600A de 980 ch, effectua son premier vol le 12 mai 1936 à Augsbourg.
Initialement les Bf 110-A de présérie devaient recevoir des DB 600, mais en raison des retards de livraison, les quatre Bf 110A fabriqués reçurent des Junkers Jumo 210 Da de seulement 610 ch, et un armement offensif de quatre mitrailleuses MG 17 de 7,92 mm. Leurs premiers vols s’échelonnent entre août 1937 et mars 1938. 
Le 19 avril suivant, le premier des deux Bf 110 B-0 équipés de Jumo 210G de 670 ch vole. Le premier modèle de série, le Bf 110 B-1 reçoit des Jumo 210Ga et un armement complété par deux canons MG FF de 20 mm. Un total d’environ 45 Bf 110B fut fabriqué, dont des B-2 pourvus d’une caméra et des B-3 aménagés en biplaces d'entraînement. Les moteurs n’étant pas très satisfaisants, l’avion ne put jamais être considéré comme un appareil de première ligne. Il ne put être expérimenté en Espagne et était déjà relégué à l’entraînement quand commença la Seconde Guerre mondiale.

## Première version importante: Bf 110 C
Après les petites quantités produites de Bf 110 A et B, le Bf 110 C commence à être livré à la Luftwaffe en février 1939, pourvu de moteurs DB 601B. Le maréchal Göring autorise alors la constitution de plusieurs Zerstörergruppen, mais en septembre suivant, seules trois de ces unités ont pu être équipées. Elles prennent tout d’abord part à la campagne de Pologne puis, l’année suivante, à celles de Norvège et de France.
Plusieurs variantes du C voient le jour :
- le Bf 110 C-1 (vitesse max : 540 km/h); le C-1/U1 pour le remorquage de planeurs.
- le C-2 équipé de nouveaux postes radio ; le C2/U1 doté de mitrailleuses en « barbettes » (mini casemates télécommandées placées sur les flancs arrières).
- le C-3 pourvu de canons améliorés.
- le C-4/B chasseur-bombardier, porteur de deux bombes de 250 kg, moteur DB 601Ba
- le C-5 de reconnaissance diurne
- le C-6 armé de deux canons de 30 mm sous le fuselage.
- le C-7 chasseur-bombardier, porteur de deux bombes de 500 kg, moteur DB 601P

En raison de la priorité accordée au Zerstörer, la fabrication est confiée, en plus de celle assurée par l’usine d’Augsburg (MIAG), aux firmes Focke-Wulf et Gothaer Waggonfabrik (GWF). 
Au total, en 1939, 315 Bf 110C sont livrés. Le 10 mai 1940, le premier jour de la bataille de France, 355 Bf 110C sont en ligne. 
Il s’avère très rapidement que ce bimoteur ne dispose pas de l’agilité nécessaire pour combattre les monomoteurs ennemis : 35 % des appareils engagés sont perdus à la fin mai. Comme on le verra plus loin, cette leçon ne sera pas comprise assez tôt.

## Autonomie améliorée: Bf 110 D

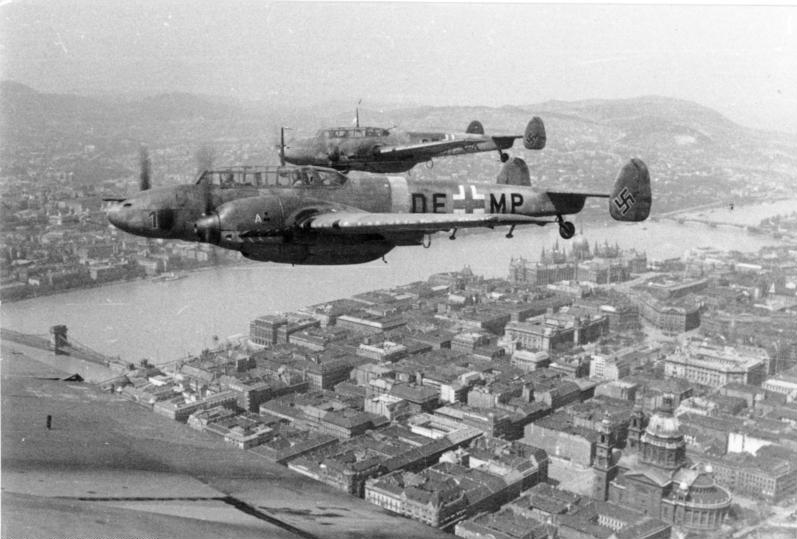
Bf 110G-4, chasseurs de nuit, au dessus de Budapest en 1944.

La campagne de Norvège, entamée le 9 avril 1940, montre que l’autonomie du Bf 110C, bien qu’importante, est insuffisante pour ce vaste territoire, notamment pour protéger les convois maritimes le long des côtes.
Aussi le bureau d’études Messerschmitt conçoit-il un réservoir en contreplaqué contenant 1 200 litres, appelé Dackelbauch (en français : « ventre de teckel »), monté sous le fuselage. Les performances de l’appareil, dans ses premières variantes Bf 110 D-0 (des C-3 modifiés) et D-1/R1 de série, s'en trouvent naturellement grandement altérées, et pire, une fois vide mais encore empli de vapeurs hautement inflammables, ledit réservoir a une fâcheuse tendance à exploser, d’où certaines disparitions longtemps restées incomprises.
Lors du déclenchement de la bataille d’Angleterre, dix « gruppen » de Bf 110 se trouvent en ligne, presque tous basés dans le nord de la France, à un moment où le D-1/R2 doté de deux réservoirs largables de 900 litres sous les ailes commence à être livré.
Dès les premières attaques en force, les pertes de Bf 110 sont sensibles : 17 appareils le 11 août 1940, 11 le lendemain, 20 le surlendemain. Les pertes les plus lourdes sont enregistrées le 15 août, lorsque 27 appareils ne rentrent pas.
Au total, durant la bataille d’Angleterre, 300 Bf 110 sont perdus. À l’évidence, comme des simulations auraient pu le laisser prévoir, de tels bimoteurs ne pouvaient rivaliser, en combat aérien, avec les monomoteurs Hawker Hurricane et Supermarine Spitfire.
Les attaques diurnes de la Luftwaffe cessent à l’automne 1940. Une nouvelle et grandissante menace apparaît alors pour l’Allemagne sous la forme de bombardements stratégiques inaugurés dans la nuit du 15 au 16 mai 1940 avec un raid accompli par 99 bimoteurs Hampden, Vickers Wellington et Whitley, à une époque où seule la Flak défend le territoire allemand. Par conséquent, à peine retirés des unités offensives, les Bf 110 sont utilisés pour la chasse de nuit au sein de Nachtjagdgeschwader (NJG), dotés d’une première version spécialisée appelée D-1/U1. Ce modèle de chasseur de nuit emportait des capteurs infrarouges Spanner dans le nez. 
Les versions classiques D-2 et D-3, mais emportant des bombes et deux réservoirs de 300 litres, sont engagées en 1941 dans les Balkans, en Méditerranée et en Libye.

## Nouvelles missions: Bf 110 E
À la suite des lourdes pertes subies par les Zerstörergruppen durant la bataille d’Angleterre, le Bf 110 est désormais fabriqué en tant que chasseur-bombardier et chasseur de nuit.
- Les Bf 110 E-0 de présérie, puis les E-1, toujours dotés de moteurs DB 601B de 1 100 ch apparaissent en mai 1941. Cependant, le DB 601P de 1 175 ch est rapidement disponible pour les variantes E-1/U1 équipé d’un détecteur Spanner, E-1/U2 avec un troisième siège recevant un leitoffizier (en français : « officier contrôleur ») et E-1/R2 pouvant emporter deux bombes de 1 000 kg sous le fuselage.
- En 1942, le chasseur-bombardier E-2 et l’avion de reconnaissance E-3 commencent à sortir.

Ce dernier peut être équipé de deux réservoirs auxiliaires de 300 ou 900 litres sous les ailes, et pour la première fois, dans le but de renforcer sa défense, deux mitrailleuses MG 17 de 7,92 mm tirant vers l’arrière sont montées dans les flancs du fuselage. Cette escalade classique des charges militaires, sans augmentation notable de la puissance, entraîne là encore une détérioration des qualités de vol et des performances du Zerstörer.

## Puissance accrue: Bf 110 F
Fabriqué parallèlement au Bf 110E, le F apparaît durant l'été 1941, bénéficiant d’un accroissement de puissance bienvenu avec ses moteurs DB 601F de 1 350 ch, et d'un pare-brise blindé épais de 57 mm. Les réservoirs largables, en option sur les versions antérieures, deviennent standards.
Ses variantes :
- le Bf 110 F-0 de présérie semblable au E-1, mais avec des radiateurs d’huile agrandis.
- le F-1, version chasseur-bombardier, doté d'un porte-bombe ETC 500 sous le fuselage, et quatre porte-bombes ETC 50 sous les ailes[2].
- le F-2 sans lance-bombes, mais équipé de quatre fusées de 21 cm sous les ailes, afin de disloquer les concentrations de bombardiers lourds ennemis.
- le F-3 de reconnaissance, avec une caméra montée dans le plancher du cockpit.

La production est interrompue en octobre 1941 à l’usine MIAG, puis en décembre à l’usine GWF, en raison de la mise en service imminente du Me 210. Las, en raison du cuisant échec de ce dernier, il faut précipitamment reprendre les fabrications du Bf 110 dès février 1942. 
À ce stade, les raids nocturnes de la RAF se multiplient sur l'Allemagne, et les États-Unis sont en guerre contre le Troisième Reich depuis le 11 décembre 1941, ce qui laisse craindre une forte augmentation des vagues de bombardement sur ce dernier.
Apparaissent alors :
- le F-4 chasseur de nuit, avec radar d'interception Fug 202 Lichtenstein. Un troisième siège est installé dans le cockpit, recevant un leitoffizier (en français : « officier contrôleur radar »).
- le chasseur de nuit F-4/U1 avait deux mitrailleuses installées à l'arrière du cockpit et tirant en biais vers le haut, ce qui permettait de voler horizontalement sous les bombardiers lourds alliés tout en faisant feu sur eux. Ce type d'installation se nommait Schräge Musik (en français : « Jazz »).

L'avion est toujours équipé du radar FuG 202, son armement offensif comportant toujours, comme sur le F-4, quatre mitrailleuses MG 17 (7,92 mm) et deux canons MG FF (20 mm) tirant vers l'avant.
La production du Bf 110 F se poursuivit jusqu'en janvier 1943, il fut alors remplacé par le plus performant Bf 110 G-4.

## Bf 110 G Zerstörer

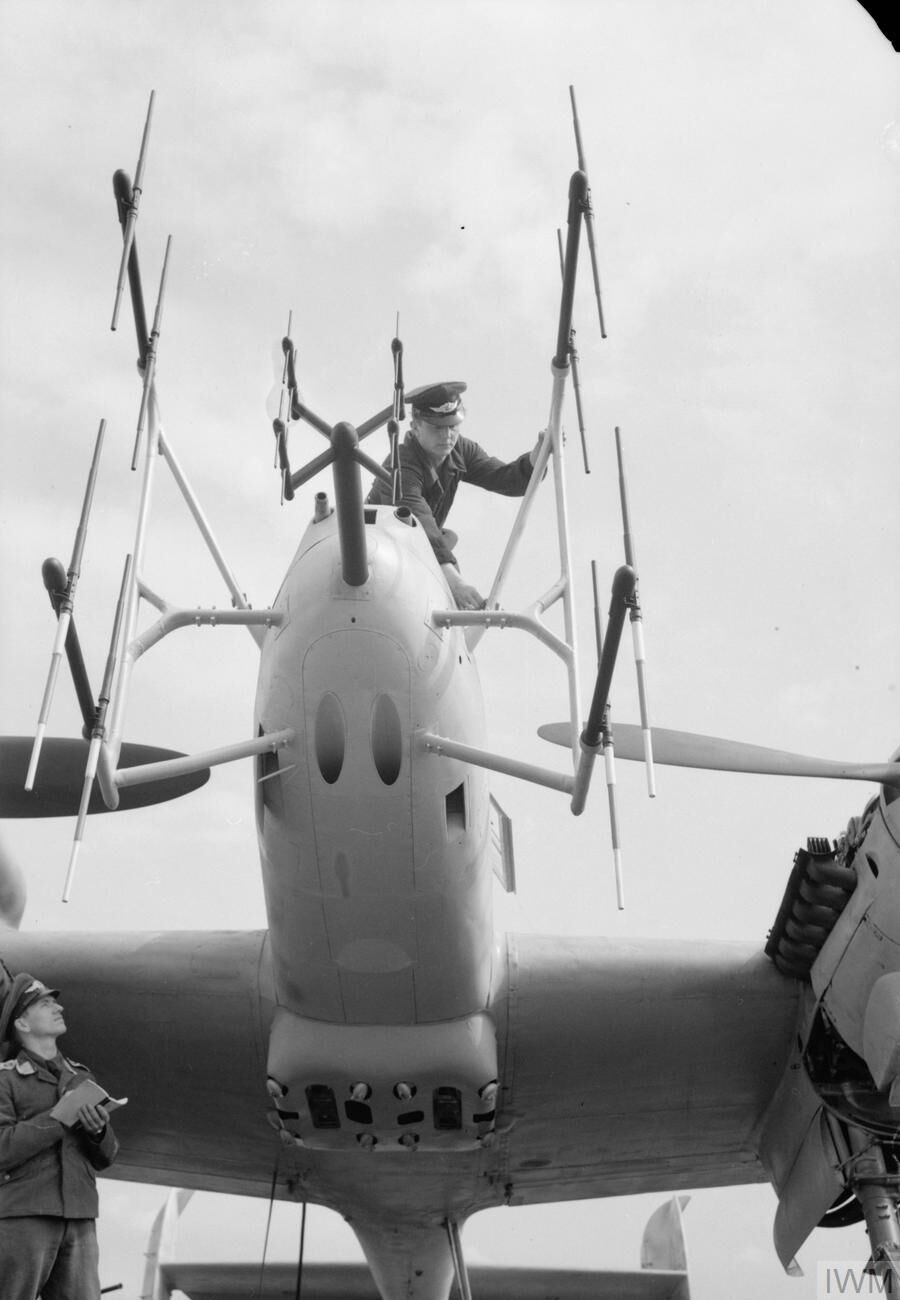
Chasseur de nuit Bf 110 G équipé du radar FuG 220 Lichtenstein SN2.

- Avant l’arrêt de la production du Bf 110 F en octobre 1941 (voir chapitre), apparut le G-0, pre-série du G-1, pourvus de moteurs DB 605B-1 de 1 475 ch, un pur chasseur sur lequel les canons MG FF sont remplacés par des Mauser MG 151 (15 mm), mais cet avion ne fut pas produit.

- Le G-1 est remplacé par le G-2, qui connaît son baptême du feu en janvier 1943 sur le front de l'Est, après la chute de Stalingrad. Il est utilisé comme avion d'attaque au sol.

Pourvus d'un train renforcé, les premiers appareils étaient armés de quatre MG 17 (7,92 mm) plus deux MG FF (20 mm) dans le nez, avec une MG 17 à l'arrière du cockpit. Les deux MG FF furent rapidement remplacés par des Mauser MG 151/20 (20 mm), et la défense arrière fut assurée par un jumelage MG 81Z (7,92 mm).
Dans les mois qui suivent, le G donne lieu à de nombreuses variantes sous forme de Rüstsäzten (en français : « modifications en unités ») :
- Le G-2/R1 est dotée d’un canon BK 37 de 37 mm sous le ventre, approvisionné à 72 coups. Généralement, un seul obus suffit pour venir à bout d’un B-17 mais, handicapé par la masse et la traînée de l’arme, le bimoteur constitue une proie facile pour les chasseurs d’escorte.

- Le G-2/R2 est doté de moteurs à injection permettant d’accroître la vitesse, mais au prix de la suppression de blindages et d'armes de défense.

- Sur le G-2/R3, les quatre MG 17 de nez sont remplacées par deux canons Rheinmetall-Borsig MK 108 de 30 mm, deux MG 151 pouvant en outre être montés sous le fuselage.

- Toujours en vue d’augmenter la puissance de feu, le G-2/R4 est armé d’un canon de 37 mm et de deux MG 151.

- Le G-2/R5 incorpore les modifications R1, R2 et R3.

- Le G-3 de reconnaissance était semblable au G-2, mais sans les canons ventraux, et une caméra RB 50/30 était montée dans l'arrière du cockpit. Il entra en production en janvier 1943, mais ne servit que jusqu'à l'été de la même année, les appareils étant alors convertis en G-2.

- Le G-4 fut conçu pour être un chasseur de nuit. Il sera produit de janvier 1943 à février 1945[note 1].

Son armement offensif comporte les quatre classiques MG 17 et deux MG 151. Il fut doté des radars Lichtenstein Fug 202, puis Fug 212, puis Fug 212 combiné au Fug 220. L'utilisation du Fug 227 Flensburg (Fug 227 Flensburg (en)) est aussi parfois avancée.
Combinant des changements de radars, de réservoirs supplémentaires, ou encore d’armements divers, naissent les kits de modification (installables uniquement en usine pour certains, sur les terrains d'opérations pour d'autres) G-4/U1, G-4/U5, G-4/U6, G-4/U7, G-4/U8, G-4/U9 (deux canons Rheinmetall-Borsig MK 108 en remplacement des MG 17), R-1 à R-7, R-8 (système "Schräge Musik", deux canons MG FF (20 mm) à l'arrière du cockpit et tirant vers le haut), R-9, B-1, B-2, M-1 (pack de deux canons jumeaux MG 151/20 (20 mm) montés sous le ventre de l'avion), M-2 à M-4, M-5 (deux roquettes de 210 mm WGr 42 sous chaque aile).

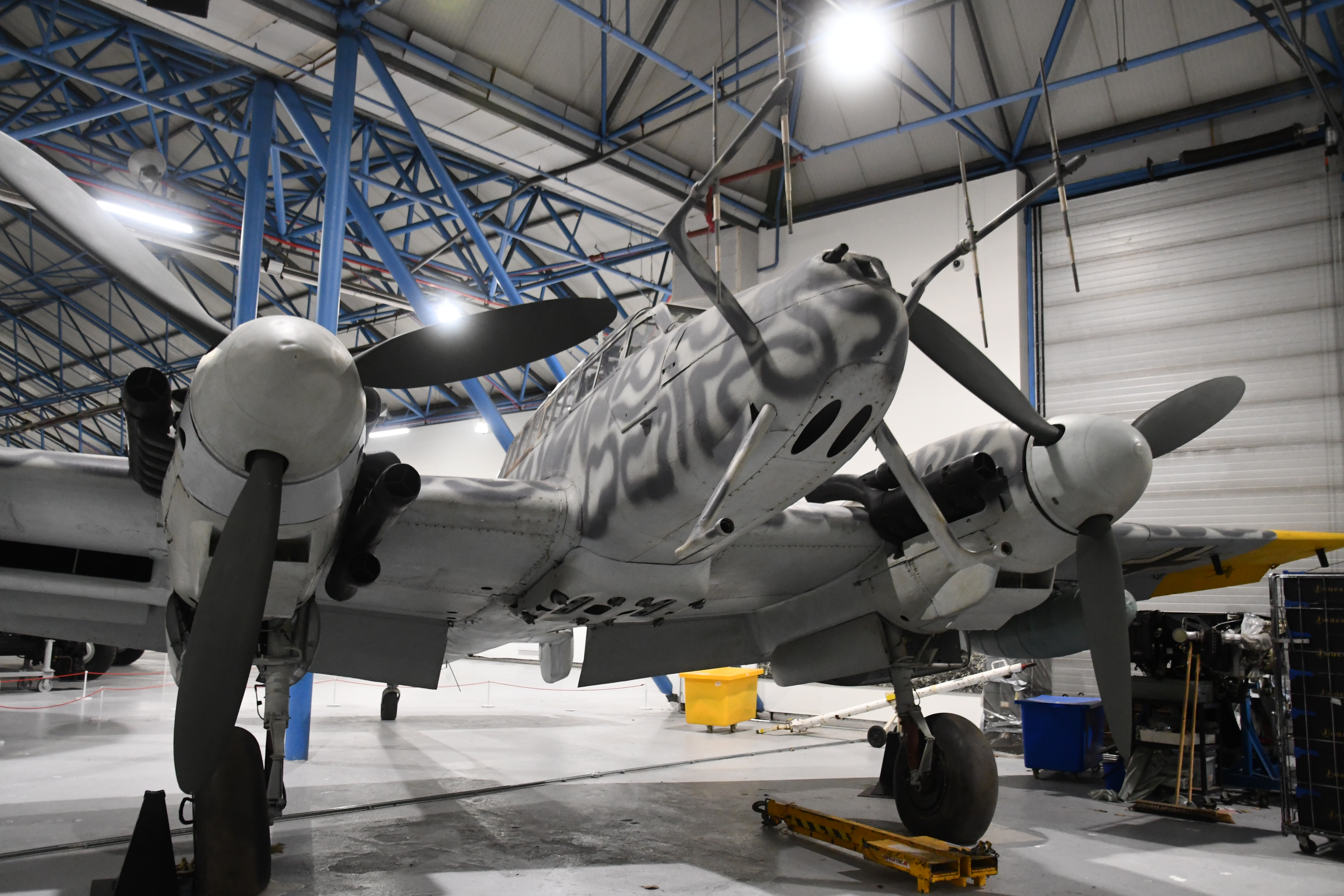
Messerschmitt Bf 110 G-4, RAF Museum London. Equipé d'un radar d'interception Lichtenstein.

En 1943, la production des Bf 110 est de 1 509 appareils, suivis de 1 518 autres en 1944.

### Suisse
Le 28 avril 1944, l’oberleutnant Wilhelm Johnen décolle avec son mitrailleur sur le Bf 110 G4/R3 portant le code C9+EN, unité du 5./NJG5. Deux Lancaster figurent bientôt à son tableau de chasse mais l'un de ses moteurs subit une baisse de pression d'huile. Il doit se poser d'urgence et fait l'erreur de choisir l'aéroport de Zurich-Dubendorf (en).
C'est immédiatement un incident diplomatique surtout parce que l'avion est équipé du radar FuG 220 Lichtenstein SN2, récente réponse allemande aux brouillages que les Britanniques pratiquent en larguant de petites feuilles d’aluminium. Dès le lendemain, un commando de trois agents du Reich franchit la frontière suisse, mais est rapidement arrêté grâce à la méfiance d'un employé des chemins de fer qui s’étonne de voir ces trois hommes acheter tour à tour un ticket d’un franc avec un billet de 1 000 francs tout neuf.
Des négociations aboutissent au compromis que le Bf 110 sera détruit et l'équipage libéré en échange de la vente de douze chasseurs du dernier modèle Bf 109 G-6, et douze Bf 109 E seront offert en remerciement de la destruction de l'appareil. Ces avions se révéleront en mauvais état, ayant largement dépassé leur temps prévu d'utilisation.

## Ultime version: Bf 110 H
Dernière version prévue du Bf 110, le Bf 110 H devait être pourvu de moteurs DB 605E, de deux canons Rheinmetall-Borsig MK 108 (30 mm) et d'un MK 103 (30 mm) dans le nez, d'un renforcement du train et de l’arrière du fuselage, de commandes légèrement modifiées et d'une roulette de queue hydrauliquement escamotable. 
De plus, existaient sur le papier le H-3 de reconnaissance, le H-4 de chasse de nuit (avec ses kits Umrüst-Bausätzen H-4/U7, H-4/U8), et le chasseur lourd monoplace H-5.
Le 24 février 1944, l'usine Gothaer Waggonfabrik qui accueillait alors les bureaux d'études du Bf 110 H, fut détruite à 80 % par une frappe aérienne, détruisant le seul prototype existant, et retardant d'au moins six mois le projet, jusqu'à son abandon à la fin de cette année.

## Production et opérateurs
Selon les statistiques allemandes, la fabrication totale de Bf 110 a porté sur 5 762 exemplaires, dont 2 240 chasseurs de nuit et 494 appareils de reconnaissance.
Ils servirent dans les forces allemandes, italiennes, roumaines et hongroises.

## Évolution des caractéristiques et des performances
| modèle             | Bf 110 B-1                                                        | Bf 110 C-4                                                        | Bf 110 F-2         | Bf 110 G-4                                                                                                 |
| ------------------ | ----------------------------------------------------------------- | ----------------------------------------------------------------- | ------------------ | --- |
| Moteur             | Jumo 210 Ga de 700 ch                                             | DB 601 B-1 de 1100 ch                                             | DB 601F de 1350 ch | DB 605 B-1 de 1475 ch                                                                                      |
| envergure          | 16,20 m                                                           | 16,20 m                                                           | 16,20 m            | 16,20 m |
| Longueur           | 12,60 m                                                           | 12,10 m                                                           | 12,10 m            | 12,10 m |
| Surface alaire     | 38,5 m2                                                           | 38,5 m2                                                           | 38,5 m2            | 38,5 m2 |
| Masse à vide       | kg                                                                | 5200 kg                                                           | 5600 kg            | 5090 kg |
| Masse maxi         | 5700 kg                                                           | 6750 kg                                                           | 7200 kg            | 9900 kg |
| Armement           | 2 canons de 20 mm, 5 mitrailleuses de 7,92 mm dont une en défense | 2 canons de 20 mm, 5 mitrailleuses de 7,92 mm dont une en défense |                    | 4 mitrailleuses de 7,92 mm (2 MK 108 de 30 mm) ; 2 MG 151 de 20 mm ; 2 mitrailleuses de 7,92 mm en défense |
| Vitesse maximale   | 455 km/h à 4 000 m                                                | 560 km/h                                                          | 565 km/h à 5 400 m | 550 km/h à 7 000 m                                                                                         |
| Autonomie maximale | 1 720 km                                                          | 1 100 km                                                          | 1 200 km           | 2 100 km                                                                                                   |